# Ingrediens (mad)
Ingredienser (fødevarer) til madopskrifter og madlavning er af mange kategorier.
Der er blevet lavet en statistik over forskellige kulturers 56.000 madopskrifter, der viser at man kombinerer bredt.

En anden betegnelse er indholdsstoffer.

## Ingredienser
- Frugt
- Grøntsager
- Krydderier
- Krydderurter, urter
- Sukker, Frugtsukker
- vand
- Simple husholdningkemikalier, såsom bagepulver m.m.

- Fedt er hovedbestanddel i disse fødevarer, udover evt. vand, men vi skal have noget fedt, da nogle vitaminer kun er fedtopløselige. Fedt giver energi, men det er vistnok svært at forbrænde for kroppen, sammenlignet med kulhydrater:
  - Animalsk fedt; Smør, Fløde, Spæk
  - Vegetabilsk fedt; Solsikkeolie, Palmin

- Indeholder bl.a. energirige fordøjelige kulhydrater:
  - Kornprodukter og korn; mel, gryn, ris, pasta, hvede, havre, byg, humle, boghvede
  - Rodfrugter, rødder
  - Banan

- Indeholder bl.a. proteiner og supplerer dermed med vigtige aminosyrer:
  - Fisk
  - Grøntsager af typen bælgplanter, majs, quinoa og soya
  - Kød
  - Fjerkræ, fugle, fasan, kylling, and
  - Mælkeprodukter, oste, yoghurt, tykmælk, koldskål
  - Nødder
    - Kokosnød

  - Æg